# Старая ратуша (Ноймюнстер)
Старая ратуша Ноймюнстера (нем. Alte Rathaus Neumünster) — архитектурное сооружение в неоготическом стиле, построенное в 1898—1900 годах по проекту архитектора Магнуса Шлихтинга в городе Ноймюнстер. Находится в центре города на улице Гроссфелеккен. Памятник культуры с 1983 года.

## Сооружение
Здание с карнизом интегрировано в улицу, но заметно выделяется на фоне соседних построек своей высотой и богатой структурой. Средняя часть с входной лоджией и остроконечным фронтоном обрамлена двумя эркерными башнями. Боковые фронтоны также украшены ступенями и отделениями. На кровле видны треугольные орнаменты, созданные из разноцветной глазурованной черепицы. В верхней части над зданием возвышается тонкая, высокая крыша-башенка, которая всего на три метра короче шпиля Вицелинкирхе.
Ратуша построена из кирпича. Чередование глазурованных и неглазурованных камней, а также фигурных камней создают различные виды орнаментов. Центральный фронтон и парапеты верхнего этажа украшает мозаика, которая изображает развитие Ноймюнстера от основания монастыря до промышленного города. Внутренний зал совета через витражи залит приглушенным светом. Потолок у зала деревянный сводчатый с деревянным фризом.

## История
Неоготическая ратуша, построенная в 1898—1900 годах на фундаменте прежнего классического здания, была спроектирована архитектором Магнусом Шлихтингом. По мысли автора проекта новая ратуша должна была демонстрировать уверенное развитие перспективного промышленного города. Через несколько десятилетий стало не хватать помещений в здании, и было сделано несколько пристроек. В 1928 году за ратушей по плану градостроителя Карла Лембке был построен городской дом. В 1939 году на южном фронтоне была возведена небольшая пристройка. Архитектор Фриц В. Хайн спроектировал её в историческом стиле, но с простыми формами. В 1977 году ратуша была расширена за счёт просторных современных пристроек. Они были возведены по плану архитекторов Диссинга и Вейтлинга из Копенгагена.